# 2. Badminton-Bundesliga 2004/05
Die 2. Badminton-Bundesliga 2004/05 als zweithöchste deutsche Spielklasse in der Sportart Badminton war in zwei Staffeln unterteilt (Nord und Süd), in der jeweils acht Teams gegeneinander antraten. In die 1. Bundesliga stieg der SV Fortuna Regensburg auf.

## 2. Bundesliga Nord
Abschlusstabelle
| Platz | Mannschaft                  | Spiele |
| ----- | --------------------------- | ------ |
| 1.    | VfL Lüneburg                | 14     |
| 2.    | BW Wittorf                  | 14     |
| 3.    | Bottroper BG (N)            | 14     |
| 4.    | BV Wesel Rot-Weiss          | 14     |
| 5.    | VfB Lübeck (N)              | 14     |
| 6.    | BC Eintracht Südring Berlin | 14     |
| 7.    | BVH Dorsten                 | 14     |
| 8.    | Ohligser TV                 | 14     |

## 2. Bundesliga Süd
Abschlusstabelle
| Platz | Mannschaft                | Spiele |
| ----- | ------------------------- | ------ |
| 1.    | SV Fortuna Regensburg     | 14     |
| 2.    | VfB Friedrichshafen (A)   | 14     |
| 3.    | TSV Neuhausen-Nymphenburg | 14     |
| 4.    | SG Anspach                | 14     |
| 5.    | SSV Waghäusel (N)         | 14     |
| 6.    | TSV Neubiberg-Ottobrunn   | 14     |
| 7.    | SG Robur Zittau           | 14     |
| 8.    | BSG Unkel / Linz (N)      | 14     |